# بو کالاوی
هووارد هولیس «بو» کالاوی سنیور (.Howard Hollis "Bo" Callaway Sr)‏ (۲ آوریل ۱۹۲۷–۱۵ مارس ۲۰۱۴)، سیاستمدار و تاجر آمریکایی از ایالت جورجیا بود. او در ابتدا دموکرات و حامی تفکیک نژادی بود که در ۱۹۶۴ میلادی اولین جمهوری‌خواهی بود که در کنگرهٔ جورجیا از دوره بازسازی سال‌های ۱۸۰۰ میلادی انتخاب شد. او در ۱۹۶۶ میلادی با فاصله کمی در یک رقابت انتخاباتی برای فرمانداری باخت. سپس بعداً به عنوان وزیر ارتش توسط ریچارد نیکسون انتخاب گشت. او با خانواده‌اش جهت توسعه جایی که اکنون به نام «باغ‌های کالاوی» در کوه‌های کاج جورجیا شناخته می‌شود کار کرد و صاحب اقامتگاه اسکی «کرستد بات» در کولورادو بود.

## اوان زندگی
کالاوی در لاگرانژ در شهرستان تروپ در غرب جورجیا، جنوب غرب پایتخت آتلانتا بدنیا آمد. او پسر ویرجینیا هولیس کالاوی (با نام تولد: هَند) و کاسون جول کالاوی و نوه پسری فولر ارل کالاوی بود. او از نسل این خانواده بود که کشتزار کالاوی را در واشینگتن، جورجیا بنا نهاد.
کالاوی در مؤسسه فناوری جورجیا در آتلانتا و سپس در آکادمی نظامی ایالات متحده در وست پوینت نیویورک شرکت کرد و در ۱۹۴۹ میلادی از آنجا فارغ‌التحصیل گشت. کالاوی پس از این که در ارتش و جنگ کره خدمت کرد، به جورجیا بازگشت تا به پدرش در توسعه و عملیاتی کردن «باغ‌های کالاوی» مورد علاقه‌شان در کوه‌های کاج شهرستان هریس جورجیا نزدیک اقامتگاه چشمه‌های گرم فرانکلین دی. روزولت در شهرستان مری‌وثر کمک نماید.
کالاوی در ۱۹۴۹ میلادی با لورا الیزابت «بت» والتون، از بومیان همیلتون در شهرستان هریس جورجیا ازدواج کرد. او دختر رالف اوتلا والتون و «اکتاویا پری» سابق بود. لورا در کلاس ششم با هووارد کالاوی ملاقات نمود. او از کالج اگنس اسکات در ۱۹۴۷ میلادی فارغ‌التحصیل شد، جایی که در ریاضیات و شیمی مطالعه نمود. در ۱۹۷۹ میلادی کارشناسی ارشدش را در گیاهشناسی از کالج ایالتی غربی در گانیسون کلرادو دریافت نمود. خانم کالاوی از اعضای مؤسس مرکز «گل وحشی بانو برد جانسون» در آستین تگزاس بود و همچنین در کسوت هیئت ملاقات کنندگان برای مؤسسه «ایدا کاسون کالاویم» و هیئت «باغ ملی ایالات متحده» در واشینگتن DC خدمت نمود. لیندا جانسون راب، دختر بزرگتر لیدی برد جانسون خانم کالاوی را اینگونه توصیف کرد: «خانمی قدرتمند و هنگامی که قلبش را به مادر طبیعت داد، می‌توانستی حس بهتر گیاهان و محیط طبیعی را حس کنی». این زوج برای مدت شش سال تا زمان مرگ همسرش در ۲۰۰۹ میلادی با هم زندگی کردند.

## اوان حرفه سیاسی
کالاوی همچون بسیاری از جنوبیان آن زمان به عنوان حامی حزب دموکرات رشد یافت. او احزاب را با ناامیدی عوض می‌کرد به طوری که سیاست‌های دموکرات‌ها را در رابطه با مسئله تفکیک نژادی لیبرالتر یافت. او در ۱۹۶۴ میلادی به عنوان «جمهوری‌خواه گلدواتر» برای کرسی در خانه نمایندگان از حوزه انتخابیه سوم جورجیا شرکت کرد. او با شکست دادن ستوان فرماندار سابق، جرالد تی. بیرد با نسبت ۵۷ به ۴۳ درصد پیروز شد؛ لذا کالاوی اولین جمهوری‌خواه منتخب در مجلس ایالات متحده از جورجیا از زمان عصر بازسازی ایالات متحده شد.
جیمی کارتر، رئیس‌جمهوری آینده ایالات متحده که در آن زمان عضوی از سنای ایالتی جورجیا بود، برای مخالفت با کالاوی برای انتخاب مجدد در خانه نمایندگان برنامه‌ریزی کرد. با این حال، هنگامی که کالاوی تصمیم گرفت تا خانه نمایندگان را بعد از یک دوره فرمانداری در ۱۹۶۶ میلادی ترک کند، کارتر نیز تصمیم گرفت تا برای نامزدی در فرمانداری دموکرات‌ها اقدام کند.
کالاوی و کارتر از آکادمی‌های نظامی جداگانه‌ای فارغ‌التحصیل شدند، کالاوی در وست پوینت و کارتر از آکادمی نیروی دریایی آمریکا در آناپولیس مریلند. گرچه که او استفاده کالاوی از شعار کمپینی «خدا، کشور و مادری» را نقد می‌کرد، خود کارتر نیز از رقابت‌های بعدی از چنین شعارهای مبتذلی استفاده کرد. کارتر نزد یوگین پترسون که در آن زمان ویراستار «اساسنامه آتلانتا» بود شکایت کرد که بزرگترین روزنامه ایالت با وجود این که در وهله اول فرماندار اسبق دموکرات‌ها، الیس آرنال را ترجیح می‌دهد، اما نسبت به کالاوی مغرض است تا کارتر و بی‌طرف بودنش در انتخابات سراسری. کارتر در خاطراتش کالاوی را که از حامیان ریاست جمهوری جرالد فورد بود را ذکر نمی‌کند، کسی که کارتر او را در ۱۹۷۶ میلادی برکنار کرد. با این حال روزالین کارتر کالاوی را «محبوب» جامعه جان برچ لقب داد، گرچه که کالاوی گروه ضد کمونیستی که توسط رابرت ولچ تأسیس شده بود را منکر شد، این اتفاق پس از زمانی روی داد که ولچ مدعی شد دوایت آیزنهاور «عامل هوشیار تئوری توطئه کمونیست» بوده‌است. همچنین او کارتر را اینگونه توصیف کرد: «مرد بسیار صادقی که سعی دارد بهترین تلاشش را بکند و در کاخ سفید اوضاع برایش سخت شده و قادر نیست تا رهبر قاطعی که کشور بدان نیازمند است باشد».

## انتخابات فرمانداری ۱۹۶۶
کالاوی اولین جمهوری‌خواهی بود که از ۱۸۷۶ میلادی به دنبال فرمانداری جورجیا بود. از آنجا که جمهوری‌خواهان در آن زمان در جورجیا گزینه درجه اولی نداشتند، کالاوی باید ۸۷ هزار امضا، یعنی ۵ درصد از آرای رأی دهندگان ثبت نامی را جمع‌آوری می‌کرد تا به رأی دسترسی پیدا کند. او ۱۶۰٬۷۶۵ نام را که به وزیر ایالت جورجیا دستی تحویل داده شده بود را بدست آورد. فرماندار الیس آرنال سابق که گفته بود از مجادله با کالاوی لذت می‌برد، عریضه جمهوری‌خواهان برای قرار دادن او در رأی را امضا کرد.
رسانه‌ها به‌طور مستمر گمانه‌زنی می‌کردند که کالاوی رقابت سهمگینی را در مقابل آرنال یا لستر مدوکس خواهد، مدوکس تاجر معتقد به تفکیک نژادی بود که در نهایت آرنال را در دور اول حزب دموکرات کنار زد. شخصیت‌های ملی چون نماینده ایالات متحده، جرالد فورد و سناتور ایالات متحده جورج مورفی از کالیفرنیا در جورجیا برای کالاوی کمپین زدند.
کالاوی به‌طور رسمی در ۳۰ سپتامبر ۱۹۶۶ میلادی با کاروان موتوری ۳۰ واحدی در طول خیابان پیچتری در آتلانتا کمپین خود را برپا کرد. برخی از آفریقایی-آمریکاییان یا کارگران یقه آبی در جمعیت یقه‌سفیدان ۲۵ هزارتایی دیده شدند. او بر سر اولیت‌هایی چون آموزش، یکپارچگی و کارامدی در دولت، محافظت از زندگی و اموال، مسائل بهداشت روانی، توسعه صنعتی، توریسم، بزرگراه‌ها و منابع طبیعی را مذاکره می‌کرد.
کالاوی قول داد که اگر انتخاب شد، جمعیت کلاس‌های بسیار شلوغ را کم کرده و حقوق معلمان را ۱۲۰۰ دلار در سال می‌کند، اما برنامه مشابهی که توسط مدوکس ارائه شده بود را بسیار پرهزینه می‌دانست. نامزدان هردو حزب اصلی با اعمال رهنمودهای تفکیک نژادی فدرال مخالفت می‌کردند. کالاوی راهکاری را در خانه نمایندگان ایالات متحده تأمین مالی کرده‌است که کمیسیونر آموزشی ایالات متحده، هارولد هوو دوم را از معادلسازی «عدم تعادل نژادی» با «تفکیک نژادی» در تعیین تکلیف بودجه‌های فدرال مستثنی می‌کرد. مدوکس به‌طور مکرر ادعا می‌کرد که کالاوی ثروتمند نسبت به فقرا بی‌اعتناست.
«اخبار و گزارش جهانی ایالات متحده» پیروزی کالاوی را به دلیل حمایت تجاری جمهوری‌خواهان پیش‌بینی کرد. خوش‌بینی جمهوری‌خواهان در انتخابات شهری ۱۹۶۶ میلادی به اوج خود رسید، هنگامی که کاندیداهایشان مناصب شهرداری و تمامی شش کرسی شورای شهر ساوانا، دومین شهر بزرگ ایالت را برنده شدند. آرنال پرونده‌ای را در رابطه با کالاوی باز کرد و مدعی بود او پیروزی دموکرات‌ها را در پاییز تضمین کرده و خودش نیز سردمدار آن است. او وضعیت معافیت مالیاتی بنیاد کالاوی را تقبیح کرد. «تایم» اعلان کرد که آرنال جزو شانس‌های پیروزی است؛ «نیوزویک» پیش‌بینی کرد که مدوکس احتمال زیاد خواهد باخت. «اخبار روزانه آتنز» ادعا کرد که مدوکس فاقد شانس مرد چینی است. «ماکون تلگراف» گفت که «خشم، نفرت و کینه مدوکس … از قدیمی‌ترین اعصار کتاب مقدس … ایجاد تفرقه و ویرانی کرده‌است».